# Cristina Pitarch
Cristina González Pitarch (Aranjuez, 1982) es una ejecutiva española de ciberseguridad que ejerce como General Manager de Google Cloud Security para Europa, Oriente Medio y África (EMEA). También es CRO global de VirusTotal y consejera independiente de la empresa de infraestructuras Cox ABG Group.

## Formación
González Pitarch se licenció en Derecho y Administración de Empresas (E-1) en la Universidad Pontificia Comillas-ICADE, obtuvo un Máster en Derecho Laboral por el Centro de Estudios Financieros y cursó un MBA en la Haas School of Business de la Universidad de California, Berkeley.

## Trayectoria
- 2009-2011 – Salesforce (Business Development).
- 2011-2012 – Informatica (Strategic Accounts).
- 2012-2019 – Diversos cargos en Google Cloud (Dublín), entre ellos Head of Business Programs.
- 2019-presente – General Manager EMEA, Google Cloud Security, y CRO de VirusTotal.[3]

Entre sus hitos destaca la dirección del acuerdo de ciberseguridad con el Atlético de Madrid en 2025 y la apertura del primer Cloud Space de ciberseguridad de Google en Málaga (2024).

## Otras actividades
- Consejera independiente de Cox ABG Group (desde 2024).[3]
- Miembro del claustro del Máster de Ciberseguridad de la Universidad de Málaga.[3]
- Ponente en eventos como CISO Day (INCIBE) y MujeresCiber.[8]

## Reconocimientos
- Women in Tech Global Awards 2025, nominada a “Cultural Inclusion” y “Mentor of the Year”.[9]
- Nominada al listado Top 100 Mujeres Líderes en España 2024.[10]

## Divulgación y medios
- Podcast “The Power of Mindset: Women in Tech & Cybersecurity” (Women Lead, 19-03-2025).[11]
- Podcast “Keeping Google Secure” (The Tech Leaders Podcast, ep. 103, 2024).[12]
- Entrevista en The European Magazine (18-06-2025).[13]